# Subergorgia suberosa
Subergorgia suberosa är en korallart som först beskrevs av Peter Simon Pallas 1766.  Subergorgia suberosa ingår i släktet Subergorgia och familjen Subergorgiidae. Inga underarter finns listade i Catalogue of Life.